# Vaso chilifero
Un vaso chilifero, o latteale, è un capillare linfatico situato in un villo intestinale dell'intestino tenue e deputato ad assorbire i grassi. Ogni villo è dotato del suo vaso chilifero.

## Panorama
I trigliceridi sono emulsionati dalla bile e idrolizzati dall'enzima lipasi, dando origine a un mix di acidi grassi e monogliceridi. Questi passano poi dal lume intestinale negli enterociti dove vengono riesterificati per formare triacilglicerolo. Il triacilglicerolo è poi combinato con fosfolipidi, colesterolo e apolipoproteina B-48 per formare chilomicroni. I chilomicroni passano successivamente nei vasi chiliferi, formando una sostanza lattiginosa chiamata chilo. I vasi latteali si fondono per formare vasi linfatici più grandi che trasportano il chilo nel dotto toracico da dove viene riversato nel circolo sanguigno nella confluenza fra la vena succlavia e la giugulare, dove si forma il tronco brachiocefalico di sinistra.
A questo punto i grassi sono entrati nel circolo sanguigno sotto forma di chilomicroni, dove sono soggetti a delipidazione dalla lipoproteina lipasi. Dopo qualche tempo una quantità sufficiente di lipidi è stata sottratta al circolo e sufficienti altre apolipoproteine inserite, finché le molecole rimanenti (a cui ci si riferisce con il nome di residui chilomicronici) possono essere acquisite dal fegato. Da qui, il grasso rilasciato dai residui chilomicronici può essere riesportato nel circolo sanguigno come componente trigliceridica delle VLDL (lipoproteine a bassissima densità). Le VLDL, anch'esse soggette alla lipoproteina lipasi vascolare, trasporta i grassi ai tessuti e, in particolare, gli acidi grassi rilasciati possono essere acquisiti dal tessuto adiposo sotto forma di trigliceridi. Con la perdita di trigliceridi dalle VLDL, la lipoproteina diventa sempre più piccola e densa (dato che le proteine sono più dense dei lipidi), e diventa infine una lipoproteina a bassa densità (LDL). Molto è stato scritto sulle LDL, poiché si pensa siano una delle cause principali di formazione di placche ateromatose e aterosclerosi.